# Ванґчук-хан
Ванґчук (Ванджил)-хан (*ᠵᠢᠯᠬᠠᠭᠠᠨ; д/н — 1703) — 5-й володар Хошутського ханства і володар Тибету в 1701—1703 роках.

## Життєпис
Старший син Далай-хана. Замолоду отримавім'ян Ванджил (в тибетському написанні Ванґчук або Ван'ял). З початку 1690-х років фактично став співволодарем батька. В цей час починається його конфлікт з молодшим братом Лхавзаном.
1701 року спадкував владу, отримав титул правителя Тибету («Танзін-Чог'ял»). Втім напочтаку1703 року отруєний власним братом Лхавзаном (за іншими відомостями помер через хворобу). Владу спадкував Лхавзан-хан.